# Ziaïda
Pour les articles homonymes, voir Sanhadja.
Ziaïda (en arabe : زايدة, en berbère : ⵣⵉⴰⵉⴷⴰ) est une tribu marocaine faisant traditionnellement partie de la confédération tribale des Chaouia.

## Histoire
D'origine principalement berbère sanhajienne, la tribu des Ziaïda a néanmoins intégré au long de son histoire des éléments arabes et berbères de souches diverses et a absorbé, entre la fin du XIXe siècle et le début du XXe siècle, la tribu des Beni Oura, une petite tribu d'origine berbère maghraoua.
Quelques noms de familles connues de la région : Ziadi, Talal (ou Tellal), Haddadi, Boumaqil